# Comté de Narrandera
Le comté de Narrandera (en anglais : Narrandera Shire) est une zone d'administration locale située dans l'État de Nouvelle-Galles du Sud en Australie.

## Géographie
Le comté s'étend sur 4 117 km2 dans la Riverina au sud de la Nouvelle-Galles du Sud et est traversé par la Newell et la Sturt Highway. Il comprend la ville de Narrandera et les localités de Barellan, Binya et Grong Grong.

## Histoire
La municipalité de Narrandera est fondée en 1885. Elle fusionne avec le comté de Yanko pour former le comté de Narrandera le 1er janvier 1960.

## Démographie
| Année | Population |
| ----- | ---------- |
| 2016  | 5 853      |
| 2021  | 5 698      |

## Politique et administration

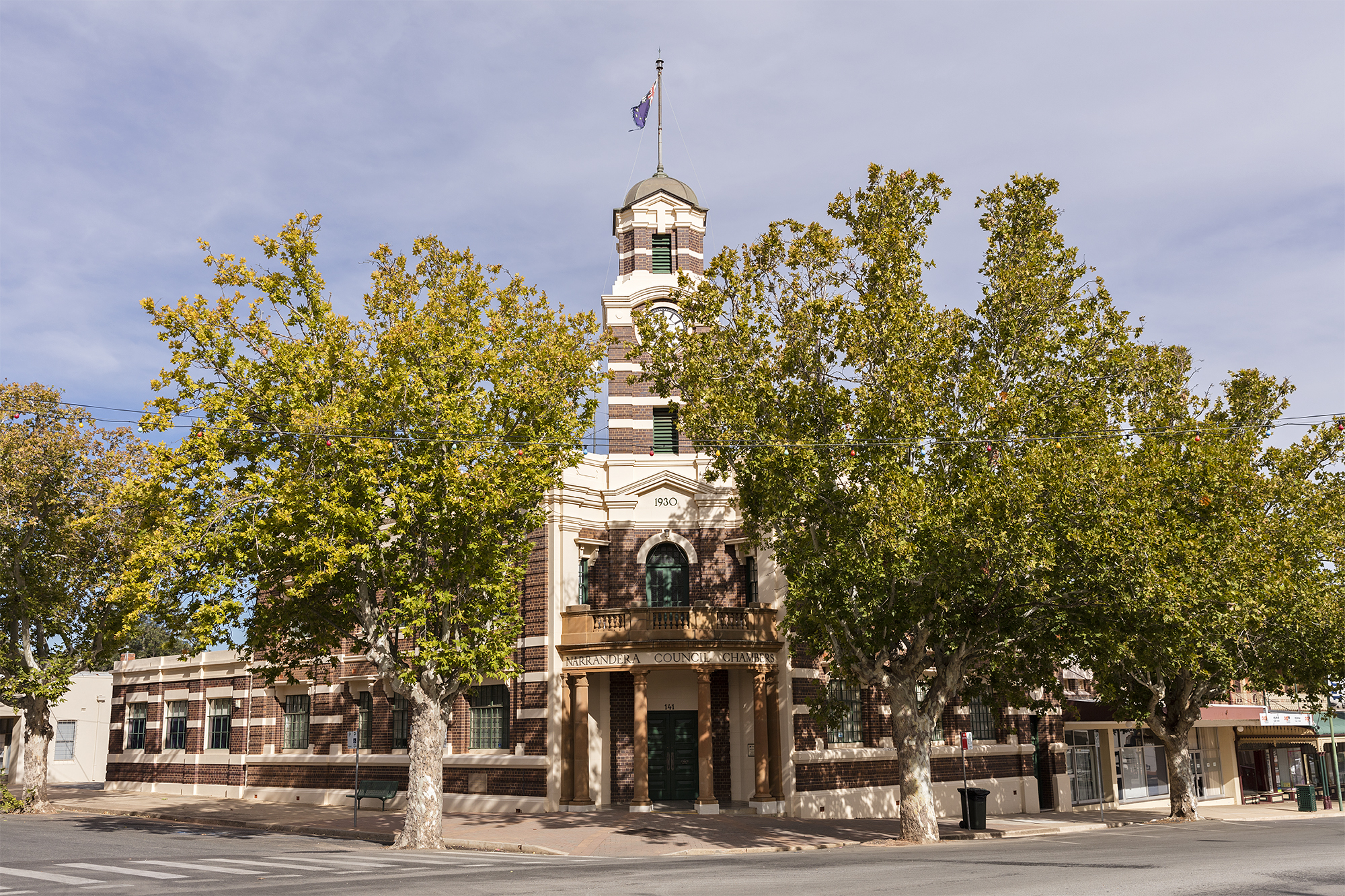
Le siège du conseil à Narrandera.

Le conseil comprend neuf membres élus pour quatre ans, qui à leur tour élisent le maire et son adjoint pour deux ans. Le 4 décembre 2021, 9 indépendants ont été élus.

### Liste des maires
| Période        | Période  | Identité         | Étiquette    | Qualité |
| -------------- | -------- | ---------------- | ------------ | ------- |
| 2011           | 2016     | Jennifer Clarke  | Indépendante |         |
| septembre 2016 | en cours | Neville Kschenka | Indépendant  |         |

La zone est rattachée à la circonscription de Farrer pour les élections fédérales et à celle de Cootamundra pour les élections à l'Assemblée législative de Nouvelle-Galles du Sud.